# Nausée
Pour les articles homonymes, voir Nausée (homonymie).
 (janvier 2014).
Si vous disposez d'ouvrages ou d'articles de référence ou si vous connaissez des sites web de qualité traitant du thème abordé ici, merci de compléter l'article en donnant les références utiles à sa vérifiabilité et en les liant à la section « Notes et références ».
 Mise en garde médicale
La nausée (du grec ancien ναυς / naus, « navire ») est la sensation de mal-être et d'inconfort qui accompagne l'éventuelle approche des vomissements.
Cet état est souvent accompagné de contractions de l’estomac, éventuellement préalables à un rejet du bol alimentaire dans l’œsophage préparant un vomissement.
Ce n'est pas une maladie en soi, mais un symptôme qui peut être dû à différentes maladies ou médicaments et d'autres conditions, qui ne traduit pas forcément un malaise au niveau de l'estomac. La nausée est généralement associée à d'autres symptômes (vertiges, transpiration, sueurs froides, frissons, contractions rythmiques involontaires des muscles de la ceinture pelvienne et abdominale (haut-le-cœur), sensation de brutale faiblesse, perte totale de l'appétit, sensibilité exacerbée aux odeurs, sentiment de détresse et malaise vagal – parfois).
Si les nausées sont une réaction à une intoxication alimentaire ou à un abus d’alcool, les vomissements ne doivent pas être empêchés (c'est un des moyens pour l'organisme de se détoxiquer). Mais des nausées chroniques ou post-opératoires doivent être comprises et traitées.

## Causes
Des nausées peuvent être induites par :
- un grand nombre de maladies infectieuses dont grippe, méningite, gastro-entérite ;
- une intoxication due à la présence de toxines endogènes dans le bol alimentaire ou l'organisme, et notamment :
  - une intoxication alimentaire,
  - l'inhalation ou le contact avec la peau de certains toxiques (dont gaz de combat prévus, dès la Première Guerre mondiale pour faire vomir le soldat dans son masque à gaz, afin qu'il ôte ce dernier et soit forcé de respirer des gaz toxiques, qui sans cela seraient filtrés par la cartouche filtrante du masque),
  - divers états et réactions allergiques ou une réaction à un médicament (de nombreux médicaments, dont de chimiothérapie, peuvent induire des nausées qui font alors partie des effets indésirables),
  - un effet secondaire de certaines substances, en particulier l'alcool ou les opiacés (codéine, morphine, héroïne…) ;
- une exposition au soleil que l'organisme ne supporte pas (le "coup de bambou")[réf. nécessaire] ;
- un trouble de l'oreille interne induit par certains mouvements subis par le corps (mal de mer,mal des transports) ;
- une grossesse ;
- la dépression ou des stress (avant un examen, un entretien d'embauche, etc.), face à un évènement violent (vue d'un cadavre, blessure…) et inattendu, ressenti comme insupportable ou extrêmement injuste par l'individu (annonce brutale d'un licenciement…) ;
- une odeur fortement désagréable (par exemple, celle du vomi) ;
- une forte migraine ;
- certains troubles du comportement alimentaire (boulimie, anorexie mentale) ;
- la consommation de cannabis (syndrome cannabinoïde) ;
- l'adaptation à l'impesanteur pour les astronautes, symptômes connus sous le nom de mal de l'espace.
- peut être un symptôme du syndrome d'activation mastocytaire[2],[3],[4]

## Traitement
Il est possible de commencer par un traitement symptomatique :
- se calmer soit en s’allongeant, soit en respirant de l’air frais pour stabiliser son état physique ;
- boire beaucoup d’eau fraiche à petites gorgées et manger froid et léger.

Le traitement médical des nausées reste cependant lié à leur étiologie. Au-delà du traitement de la cause de la nausée, ce sont en général des antiémétiques et/ou des antinaupathiques.
Le gingembre est utilisé dans l'antiquité en Chine pour ses propriétés antiémétiques.